# 凱隆堡
凱隆堡（丹麥語：Kalundborg，發音：[kʰælɔnˈpɒˀ]），丹麥西蘭島上的一座城市，凱隆堡市鎮的行政中心。

## 历史
凱隆堡最初在1170年于一个天然港口的狭窄海湾（今称作凱隆堡峡湾）设立，19世纪时变得愈加城市化，20世纪中叶成为了主要的工业中心。